# Списак хотела у Београду
Следи списак хотела у Београду.

## ⭐⭐⭐⭐⭐
- , Милентија Поповића 5[1]
- , Булевар краља Александра 69[2]
- , Студентски трг 9[3]
- Hilton, Краља Милана 35[4]

## ⭐⭐⭐⭐
- , Зрењанински пут 170, Ковилово[5]
- , Владимира Поповића 10
- Хотел Балкан, Призренска 2
- Хотел Славија лукс, Светог Саве 2
- Бест Вестерн Хотел Шумадија, Шумадијски трг 8
- Хотел Мажестик, Обилићев венац 28
- Хотел Москва, Балканска 1
- Хотел Адмирал Клуб, Венизелосова 31
- Хотел Југославија, Булевар Николе Тесле 3 (реконструисан)
- Хотел Президент, Зрењанински пут 170
- Хотел Палас, Топличин венац 23
- Бест Вестерн Хотел М, Булевар ослобођења 56а
- Лајф Дизајн хотел, Балканска 18
- Хотел Xenon, Војислава Илића 67
- Хотел Константин Велики, 27. марта 12
- Хотел Нота, Грчића Миленка 8
- Златник, Славонска 26, Земун
- Александар Палас, Краља Петра 13-15
- Crystal Hotel, Интернационалних бригада 9

## ⭐⭐⭐
- Хотел Унион, Косовска 11[6]
- Хотел , Скадарска 34
- Хотел Н, Билећка 57
- Хотел Асторија, Милована Миловановића 1
- Хотел Бохемиан гарни, Скадарска 40
- Хотел Касина, Теразије 25
- Хотел Национал, Бежанијска коса бб
- Хотел Парк, Његошева 4
- Хотел Праг, Краљице Наталије 27
- Хотел Путник, Палмира Тољатија 9
- Хотел Ројал, Краља Петра 56
- Хотел Србија, Устаничка 127ц
- Хотел Сплендид, Драгослава Јовановића 5
- Хотел Слодес, Борска 92ф
- Хотел Возарев, Поп Стојанова 16

## ⭐⭐
- Хотел Славија, Светог Саве 1
- Хотел Београд, Балканска 52
- Хотел Лав, Душанова 240, Земун
- Хотел Пошта, Савска 3 (тренутно се реконструише)
- Хотел Трим, Кнеза Вишеслава 72
- Хотел Таш, Београдска 71

## ⭐
- Хотел ДОМ, Краља Милутина 54[7]

## Некатегорисани
- Хотел Авала, Авалска бб
- Хотел Централ, Главна 10, Земун
- Хотел ДМБ, Маричка 14
- Хотел Михаиловац, Пожешка 31
- Хотел Екселсиор, Кнеза Милоша 5
- Дизајн Хотел Мистер Президент, Карађорђева 75
- Хотел Бристол, Карађорђева 50
- Хостел ДОМ, Здравка Челара 14[8]